# Alberto Blanco (haltérophilie)
Alberto Blanco (né le 17 février 1950) est un haltérophile cubain.

## Carrière
Alberto Blanco participe aux Jeux olympiques de 1980 à Moscou et remporte la médaille de bronze dans la catégorie des poids lourds-légers.